# Caristanius decoloralis
Caristanius decoloralis là một loài bướm đêm thuộc họ Pyralidae. Nó là loài bản địa của Bắc Mỹ, ở đó nó has been recorded từ North Carolina, Florida và miền đông Texas. Đây là một loài di thực ở Hawaii.